# 18158 Найджелруел
18158 Найджелруел (18158 Nigelreuel) — астероїд головного поясу, відкритий 1 серпня 2000 року.
Тіссеранів параметр щодо Юпітера — 3,501.